# Biasz
Biasz, Teutamész fia Kr. e. 590 körül született a jón Prienében, és Kr. e. 530 körül halt meg. Az ókori görög filozófiai hagyományban számon tartott, úgynevezett hét bölcs egyike. Bírói tisztet viselt. Az ókori hagyomány szerint éles eszű, igazságos és békeszerető ember volt. Találkozott a lüd királyokkal, Alüattésszel és Kroiszosszal.
Gnómáit (magyarul: bölcs mondásait) megőrizte az utókor (későbbi művekben maradtak fenn); a legismertebbek: "Előbb gondolkodj, aztán cselekedj"; "Mindenemet magammal hordom"; "Ne fecsegj elhamarkodottan, mert ez az ostobaság jele". Egy híres anekdota szerint arra a kérdésre, hogy melyik a legártalmasabb élőlény, azt felelte: „a zsarnok és a hízelgő".
A legfontosabb mondását azonban Diogenész Laertiosz említi: "A legtöbb (ember) gonosz." Ennek a mondatnak érdekes elemzését Luciano de Crescenzo: A görög filozófia rendhagyó történetében olvashatjuk.
Anekdota a Hét Bölcsről: 
Egy szép napon kiruccantak Delphoiba az Apollón-templom közelébe. A legidősebb pap fogadta őket, majd megragadta az alkalmat, s kérte őket, vésnének egy elmés mondást a templom falába. 
- Khilón a bejárat fölött, a homlokzatra írta: "Ismerd meg tenmagad!"
- Kleobulosz templomkapu jobb oldalára véste: "Tarts mértéket!"
- Periandrosz a bal oldalára: "A legszebb dolog a világon a nyugalom."
- Szolón az előcsarnok egyik félhomályos sarkát választotta: "Ha megtanultál engedelmeskedni, akkor tudni fogsz uralkodni."
- Thalész a templom külső falát választotta: "Emlékezz meg barátaidról!"
- Pittakosz a padlóra ezt az érthetetlen mondatot véste: "Fizesd vissza a betétet!"
- Priénéi Biasz utolsónak maradt, és reszkető kézzel leírta: "Az emberek többsége rossz."